# Dilema
Dilema (řecky δί-λημμα „dvojí volba“) je problém nabízející dvě řešení nebo volby, z kterých ani jedna není přijatelná; tradičně je to popisováno jako „rozpolcen při rozhodování“ (being on the horns of a dilema), kdy žádná možnost není příjemná nebo „být mezi dvěma ohni“ (being between a rock and a hard place), kdy jsou oba objekty nebo výběry destruktivní.
Dilema může představovat i více než dva výběry. Počet variant může být užit v jejich alternativních názvech: volba ze dvou výběrů neboli dilemma, volba ze tří výběrů neboli trilema, atd.

## Rétorika
Dilema je často užíváno jako řečnický nástroj. „Musíte přijmout buď A, nebo B“; zde je A nebo B cesta, která vede k dalším důsledkům. Pokud je dilema takto předloženo, přestože existuje třetí možnost, jedná se o logický klam zvaný falešná dichotomie.

## Logika
Ve formální logice se definice pojmu dilema liší významně od běžného významu. Je to chápáno tak, že jsou možná dvě řešení, ale výběr mezi nimi není podstatný, protože obě obě vedou ke stejným závěrům. Symbolicky vyjádřeno:
{\displaystyle A\vee B,A\Rightarrow C,B\Rightarrow C\vdash C}
Neformálně to lze vysvětlit jako „jeden (nebo oba), A nebo B jsou pravdivé, ale oba implikují C, takže bez ohledu na pravdivost hodnoty A a B můžeme vyvodit C.“